# グラッフリーター刀牙
『グラッフリーター刀牙』（グラッフリーターとき、GRAFFREETER TOKI）は、板垣恵介の漫画作品『グラップラー刃牙』を題材にした日本の舞台作品。および日本の映画作品。

## 舞台版
『舞台版 グラッフリーター刀牙 序章 〜熱狂的な刃牙ファンの母を持った息子の悲劇〜だけど喜劇!』は、劇団FEELD STAGEが第5回公園として主催した『グラップラー刃牙』を題材にしたコメディ舞台劇。2011年3月17日から3月21日まで新宿・スペース107にて公演された。主演の須藤凌汰はオーディションで選ばれた新人で、映画でも引き続き出演する。舞台はDVD化され公式サイトで販売されている。

### キャスト
- 須藤凌汰
- 松下卓也
- みはる
- 迫英雄
- チャド・マレーン
- 右近良之
- 有働剛
- 橘U子
- 夛留見啓助
- 高橋のぶ
- 安田昌平
- 福田英史
- 野口大輔
- 川元健輔
- 西史明
- 鈴木賀央里
- 福本瞳
- 木下留里
- 瀬下翔太（ねじ）
- 佐々木ユーキ（ねじ）

### スタッフ
- 製作総指揮 - 後藤正人
- 演出 - 迫英雄
- 舞台監督 - 村信保
- 照明 - 上川真由美
- 音響 - 田上篤志（atSound）
- 制作協力 - 原口貴光（帝斗創像）
- スタイリスト - 野村明子（CHACHARA）
- フライヤー製作 - 内田美由紀
- 制作協力 - ランウェイフィールド
- 製作 - M.O.T.H
- 特別協力 - FWD
- アニメーション協力 - フリーウィル
- 協力 - 藤原健一（映画監督）
- SpecialThanks - 板垣恵介、Dynamite Tommy、秋田書店

## 映画
格闘漫画『グラップラー刃牙』を題材としたヒューマンコメディ映画。第4回沖縄国際映画祭出品作品。舞台を基にしているがキャストは一新されている。刀牙役は舞台版から引き続き須藤凌汰が演じる。北原里英は映画初出演となる。
キャッチコピーは「下町×宇宙　大戦争 目覚めよ、地上最強の男（フリーター）。」。

### キャスト
- 範派静江 - 斉藤由貴
- 安藤賢一 - 津田寛治
- 範派刀牙 - 須藤凌汰
- 松本琴音 - 北原里英（当時AKB48）
- 鎬佳乃 - 木南晴夏
- ゾンビソルジャー2号 - 吉木りさ
- 柴 - 上遠野太洸
- 栗谷川ひさし - ケンドーコバヤシ
- 園田幸一 - 渡辺いっけい
- 末堂 - 山崎樹範
- オマツ - 迫英雄
- 治夫 - 伊藤洋三郎
- 渋川 - 田村裕
- 陳海々 - 有働剛
- 加藤 - 夛留見啓助
- 清水 - 野口大輔
- 安達勇人
- ジャック - チャド・マレーン
- 宮下雄也（友情出演）
- 花田 - 渡辺哲

### スタッフ
- 監督 - 藤原健一
- プロデューサー - 西健二郎
- 脚本 - 藤原健一、能登秀美
- 撮影 - 中尾正人
- 衣装 - 野村明子
- メイク - 中尾あい
- 音楽 - 與語一平
- 照明 - 福田裕佐
- 録音 - 高島良太
- 編集 -目見田健
- 助監督 - 躰中洋蔵
- スペシャルサンクス - 板垣恵介、DYNAMITE TOMMY、東洋美術学校生徒
- 製作 - 「グラッフリーター刀牙」製作プロジェクト
- 配給 - 太秦